# الدوري السلوفيني لكرة القدم 1937–38
الدوري السلوفيني لكرة القدم 1937–38 هو موسم من الدوري السلوفيني لكرة القدم ‏. فاز فيه NK Čakovec ‏.